# Immobilienmarkt
Der Immobilienmarkt ist in der Immobilienwirtschaft ein Markt, auf dem die Anbieter und Nachfrager von Immobilien zusammentreffen.

## Allgemeines
Immobilien werden unterteilt in Wohn- und Gewerbeimmobilien, die angebotsseitig die wichtigsten Teilmärkte des Immobilienmarkts bilden. Marktsegmente sind die Nachfragergruppen der Unternehmen (Dienstleistung, Handel, Industrie, Verwaltung) und Privatpersonen. Als Marktteilnehmer fungieren auf der Anbieterseite die Bauunternehmen, Wohnungsbaugenossenschaften, Wohnungsunternehmen und Privatpersonen als Verkäufer oder Vermieter (bei Wohnimmobilien) und die Investoren oder Projektentwickler (bei Gewerbeimmobilien). Nachfrager sind Mieter oder Immobilienkäufer. Der Marktpreis auf dem Immobilienmarkt heißt Miete oder Marktwert (Kaufpreis). Sind Angebot und Nachfrage ausgeglichen, so liegt Marktgleichgewicht vor, die Preise sind Gleichgewichtspreise. Marktungleichgewicht ist entweder bei einer Angebotslücke (beispielsweise Wohnraummangel) oder bei einer Nachfragelücke (Leerstand) vorhanden. Die Immobilienwirtschaft unterscheidet die Teilmärkte Vermietungsmarkt, Investmentmarkt und Markt für Fertigstellungen.

## Eigenheiten des Immobilienmarkts
Im Vergleich zu anderen Märkten weist der Immobilienmarkt spezifische Eigenheiten auf, die vor allem auf folgende Aspekte zurückzuführen sind:
- Grund und Boden ist nur sehr begrenzt durch Landgewinnung und Melioration vermehrbar. Der Boden steht für verschiedene Nutzungen wie Land- und Forstwirtschaft, Verkehr, Wohnen, Handel oder Büroräume. Teilweise dient er dem Abbau von organischen und anorganischen Stoffen, so dass in bestimmten Situationen eine starke Konkurrenz zwischen den unterschiedlichen Nutzungen bestehen kann. Die Nutzbarmachung von Flächen für bestimmte Zwecke wird teilweise staatlich geregelt, zum Beispiel durch die Raumordnung.
- Grundeigentum ist ein unbewegliches, an einen Standort gebundenes Wirtschaftsgut, dessen Lage den Preis wesentlich mitbestimmt.
- Immobilien sind weitgehend heterogen, sodass Nachfrager einen Anlass bekommen, einen bestimmten Anbieter oder qualitativ höherwertige Güter (Luxuswohnungen) vorzuziehen und die Anbieter einen Anlass haben, bestimmte Nachfrager zu präferieren (Einkommensmillionäre). Qualitätsunterschiede und Präferenzen sind typisch für heterogene Güter wie Immobilien.
- Immobilien befriedigen eines der Grundbedürfnisse des Menschen, nämlich das Wohnen, und in gewissem Maß auch den Wunsch nach Sicherheit.
- Immobilien gehören in der Volkswirtschaftslehre zu den nicht handelbaren Gütern wegen zu hoher Transaktionskosten und/oder räumlicher Bindung.[3]

Diese Eigenheiten wirken sich auf die Marktstruktur des Immobilienmarkts aus.
Zudem ist zu berücksichtigen, dass beim Gütermarkt vor allem in Zeiten wirtschaftlicher Prosperität die Angebotskonkurrenz in der Regel eine wesentlich größere Rolle spielt als die Nachfragekonkurrenz. Beim Immobilienmarkt besitzt dagegen in prosperierenden Zeiten die Nachfragekonkurrenz eine hohe Bedeutung. Gütermärkte konzentrieren sich auf leicht auffindbare und bekannte Angebotsorte (z. B. Läden, Kaufhäuser). Beim Immobilienmarkt herrscht eine sich ständig ändernde räumliche Angebotsstreuung vor. Schließlich sind die rechtlichen Rahmenbedingungen des Immobilienmarktes ungleich komplizierter als diejenigen der Gütermärkte.

## Marktstrukturen
Die Markttransparenz ist auf dem Immobilienmarkt wegen der Heterogenität der Immobilien eingeschränkt.
Diese Intransparenz ruft transparenzerzeugende Gewerbe hervor. Deshalb sorgen Immobilienmakler und Internetportale (etwa ImmobilienScout24; in den USA um ein Vielfaches umfangreicher: Zillow) für die Verbesserung der Transparenz. Die Nachfrager müssen ihre Investitions- oder Mietentscheidungen oft auf der Grundlage unvollständiger Information treffen. Die Realisierung eines Bauvorhabens (zwischen Bauantrag und Bezugsfertigkeit vergehen zwischen 12 und 24 Monaten bei Wohngebäuden und über fünf Jahren bei Industrieanlagen) hat lange Produktionszeiten zur Folge, so dass von einer unelastischen Angebotselastizität auszugehen ist, weil nur mit größerer Zeitverzögerung auf Nachfrageänderungen reagiert werden kann. Die Bautätigkeit folgt der Nachfrage in der Regel also mit einem Verzögerungseffekt. Immobilien sind als heterogenes Gut zwar hinsichtlich ihrer Eigenschaften verschiedenartig, dennoch sind sie zu einem geringen Grad substituierbar.
Die Standortgebundenheit legt den Nutzungswert von Immobilien durch exogene Faktoren fest, welche durch Dritte (wie etwa eine Kommune) vorgegeben werden (Wohnimmobilien: Einkaufsmöglichkeit, Nähe zur Arbeitsstätte, soziale Umgebung, Verkehrsanbindung; Gewerbeimmobilien: Kaufkraftpotenzial, Passantenfrequenz, Parkplätze). Immobilien unterliegen wegen ihrer mangelnden Fungibilität einer eingeschränkten Liquidierbarkeit, die auf einen durch die hohe Kapitalbindung begrenzten Kreis von Nachfragern zurückzuführen ist. Die Transaktionskosten sind relativ hoch und erreichen durchschnittlich 12 % des Kaufpreises (siehe Nebenkosten beim Grundstückskauf). Es gibt direkte Transaktionskosten (Grunderwerbsteuer, Notar- und Gerichtsgebühren) und indirekte Transaktionskosten (Suchkosten oder Informationskosten durch die Einschaltung eines Immobilienmaklers). Bei der Liquidierbarkeit ist die Zeitgröße der Liquidationsdauer zu berücksichtigen. Liquidierbarkeit setzt funktionsfähige Märkte voraus. Je höher die Transaktionskosten und Informationskosten sind, umso schlechter wird die Liquidierbarkeit auch von Immobilien. Die sehr lange Nutzungsdauer führt dazu, dass Neubauten und Bestandsimmobilien konkurrieren, wobei letztere überwiegen. Die hohe Kapitalbindung führt zu eher wenigen Anbietern und Nachfragern in den einzelnen Teilmärkten, was Oligopolstrukturen begünstigt. Insgesamt ist der Immobilienmarkt ein sehr unvollkommener Markt, sodass die Immobilienpreise nicht einheitlich zustande kommen.
Angebotsstrukturen
Der Immobilienmarkt kann hinsichtlich seiner Angebotsstrukturen in vier Teilmarktkategorien eingeteilt werden:
- Teilmärkte nach Entwicklungszustand: Landwirtschaftliche Nutzfläche, Bauerwartungsland, Bauland, erschlossene Grundstücke, neu bebaute Grundstücke, modernisierter Altbau, Sanierungsgrundstücke, Abbruchobjekte.
- Teilmärkte nach Nutzungskategorien: Markt für wohnliche Nutzung, Markt für gewerbliche Nutzung, Markt für Objekte der primären Produktion (z. B. land- und forstwirtschaftliche Betriebe).
- Teilmärkte nach Vertragsalternativen zur Besitzerlangung: Kaufimmobilien, Erbbaurecht, Immobilienleasingobjekte, Immobiliennießbrauch, Miete, Pacht.
- Teilmärkte nach Raumkriterien: Lokale Märkte (z. B. für Ladenlokale in Ia-Geschäftslagen), regionale Märkte (z. B. Wohnungsmarkt), überregionale Märkte (z. B. für Anlageobjekte der Zielgruppe Immobilienfonds und Immobilienaktiengesellschaften).

Viele dieser Teilmärkte spalten sich noch in weitere Untermärkte auf. Bei Wohnimmobilien reicht das Spektrum vom Einzimmer-Apartment über die 3- bis 4-Zimmer-Wohnung, das Reihenhaus und das freistehende Einfamilienhaus bis hin zum Mehrfamilienhaus.
Teilbarkeit
Im kapitalmarkttheoretischen Kontext ist die Immobilie von ihrer Teilbarkeit einzigartig. Eine Immobilie zur Eigennutzung ist mit verhältnismäßig hohen Investitionsausgaben verbunden. Durch vertragliche Gestaltung lässt sich diese fehlende Teilbarkeit aufbrechen, so z. B. durch den gemeinschaftlichen Erwerb einer Immobilie in Form einer Personengesellschaft oder als Gesamtschuldner oder die Aufteilung in Eigentumswohnungen. Der Zugang zu einem diversifizierten Portfolio ist jedoch nur über ein spezielles Anlagevehikel wie z. B. einem Investmentfonds möglich.
Bevölkerungsstruktur
Ende Februar 2006 tagte in Wien eine von der EU unterstützte Konferenz Real Estate. Sie stellte fest, dass die Überalterung europäischer Gesellschaften beginnt, sich bremsend auf die dortigen Immobilienmärkte auszuwirken. Beispielsweise wird Italiens Bevölkerung bis 2050 um 20 bis 25 % schrumpfen, was die private Wohnvorsorge schon jetzt etwas verringert. Außerdem fehlen derzeit boomende Wirtschaftsbranchen, so dass neben dem Wohnungs- auch der Büromarkt stagniert.
In Deutschland und Österreich wird die Bevölkerungsschrumpfung ein etwas geringeres Ausmaß erreichen, doch die Stagnationseinflüsse könnten auch hier in einigen Jahren zu wirken beginnen. Von Westeuropa ist nur Frankreich in einer besseren Position, während der negative Bevölkerungstrend in den östlichen EU-Beitrittsländern lediglich um einige Jahre verzögert als in Westeuropa eintreten dürfte.

## Sektoren des Immobilienmarktes
Der private Immobilienmarkt wird in Mehrfamilienhäuser, Reihenhäuser und Einfamilienhäuser unterteilt. Eine weitere Aufteilung differenziert nach der Art der Nachfrager zwischen Sozialwohnungen, Standardwohnungen und Luxuswohnungen oder zwischen Mietwohnungen und Wohnungseigentum. Für die Preisbildung (Miete oder Kaufpreis) ist neben der Bauqualität die Wohnlage ausschlaggebend. Der gewerbliche Immobilienmarkt lässt sich nach der Nutzungsart aufteilen in Gewerbeimmobilien für Handel und Dienstleistung (Lagerhallen, Läden, Bürogebäude), Verwaltung (Verwaltungsgebäude) und Industrie (Industrieanlagen aller Art). Der Preisbildung liegen hier die Geschäftslage und das Objektrating zugrunde.
Auch manche Aktivitäten vor dem Beginn eines Bauvorhabens zählen zum Immobilienmarkt, vor allem zur Erschließung von Baugrundstücken: Amtliche Flächenwidmung und Genehmigungsverfahren, Stadtplanung, Natur- und Ensembleschutz, Planung und Errichtung der Versorgungs- und Entsorgungsleitungen usw.

## Besteuerung von Immobilien

### Ertragsteuern
Immobilien und deren Einkünfte genießen einen besonderen steuerlichen Status. Ihnen wird in der Besteuerung von Privatpersonen eine eigene Einkunftsart, in Deutschland die der Einkünfte aus Vermietung und Verpachtung zugeordnet. Bevorteilt sind diese Einkünfte vor allem gegenüber etwa gewerblichen Einkünften, die neben der Einkommensteuer zusätzlich der Gewerbesteuer unterliegen.

### Verkehrsteuern
Im Bereich der Verkehrsteuern sind Immobilien durch das Grunderwerbsteuergesetz anders gestellt als bewegliche Vermögensgegenstände. Eine Grundstückstransaktion kostet in der Regel je nach Bundesland mit bis zu 6,5 % des Wertes der Gegenleistung (Stand: 2019). Bei Anwendung der Grunderwerbsteuer wird die Transaktion von der Umsatzsteuer freigestellt.

### Substanzsteuern
Zu den Substanzsteuern gehört die Grundsteuer, die sehr unterschiedlich berechnet wird. Daneben können vom Staat weitere Abgaben wie zum Beispiel für die Entwässerung auferlegt werden.

### Steuerliche Abschreibungen
Immobilienanlagen wurden in der Vergangenheit wiederholt steuerlich gefördert. Häufig erfolgte dies mittelbar über steuerliche Abschreibungsmöglichkeiten oberhalb des tatsächlichen Substanzverzehrs. Der Nachsteuerertrag konnte zeitweise stark erhöht ausgewiesen werden, was in der Abwägung gegenüber anderen Investitionsmöglichkeiten die Immobilien bevorteilte. Nicht zu übersehen ist jedoch der Minderertrag in Folgeperioden sowie Preiserhöhungen der Verkäufer. Besondere steuerliche Abschreibungen führten daher häufig zu Marktverwerfungen (Beispiel: Fördergebietsgesetz in den neuen Bundesländern).

## Immobilienbezogene Vorgänge und Berufe
In vielen Staaten haben sich für die Immobilienverwaltung und den Wohnungsmarkt besondere Rechtsvorschriften entwickelt, die auch spezielle Verwaltungsverfahren und Berufe hervorgebracht haben, insbesondere:
- Grundbuch, Bergbuch (für den Bergbau), Eisenbahnbuch u. ä., früher auch die Landtafel (adeliger Grundbesitz) – sie dienen den bücherlichen Rechten wie Eigentum, Hypotheken, Wege-, Wasserrecht und anderen Rechten als spezielle Sicherstellung.
- Kataster (je nach Art ein Steuer- bzw. ein Grundstückskataster), der vom Vermessungsamt (in Teilen Deutschlands Katasteramt) angelegt, betreut und aktuell gehalten wird.
- Notare für Beglaubigungen, Beurkundungen von Grundstückskaufverträgen, Erb-, Schenkungsversprechen und anderen Verträgen.
- Rechtsanwälte, die auf Grundstücksrecht, Wohnungsrecht etc. spezialisiert sind.
- Hausverwaltungen und Immobilienmakler.
- Immobilienkaufmann als Beruf in der Immobilienwirtschaft.
- Kreditinstitute für die Immobilienfinanzierung und das Immobilienbanking.
- Analysten, Researcher und Marktforscher im Zusammenhang mit der Beobachtung des Immobilienmarktes und deren Analyse und Interpretation.
- Weitere, vor allem mit dem Bauwesen zusammenhängende Berufe.

## Wirtschaftliche Aspekte
Der Immobilienmarkt ist ein Faktormarkt, weil auf ihm der volkswirtschaftliche Produktionsfaktor Boden als Handelsobjekt gehandelt wird. Auch die übrigen Produktionsfaktoren Arbeit und Kapital werden auf einem eigenen Faktormarkt (Arbeitsmarkt bzw. Kapitalmarkt) gehandelt. Voraussetzung für die Handelbarkeit aller Produktionsfaktoren ist deren Faktormobilität, die durch Arbeitsmobilität und Kapitalmobilität bei den anderen Produktionsfaktoren mehr oder weniger intensiv vorhanden ist. Immobilien sind jedoch unbeweglich, weil ein Grundstück naturgemäß dauerhaft an einen Standort gebunden ist. Ihre Faktormobilität wird anstatt dessen durch die Möglichkeit, dass sie den Grundbesitzer wechseln können und dass die vorhandene Bodennutzung durch eine Nutzungsänderung verändert werden kann, sichergestellt.
Durch die güterwirtschaftliche Eigenheit der Immobilien als Handelsobjekte auf dem Immobilienmarkt eignen sie sich auch – wie andere Güter – zu Spekulationszwecken, speziell Immobilienspekulation genannt.